# Лацанич, Игорь Васильевич
Игорь Васильевич Лацанич (11 июля 1935 -17 июля 2003) — оперный и симфонический дирижёр, педагог, народный артист Украинской ССР (1979), народный артист Республики Татарстан (2001).

## Биография
Родился 11 июля 1935 году в селе Большой Березный на Закарпатье. Его отец Василий Михайлович Лацанич (1903—1943) происходил из обеспеченной, многодетной семьи. Все дети в семье получили достойное образование, но наиболее удачную карьеру сделал Василь. Василь успешно закончил Ужгородскую учительскую семинарию. В 20-30-х годах — учитель народных школ на Закарпатье, где организует хоры, драмкружки, он — участник всех просветительских и учительских съездов и конгрессов. На праздники организовывал культурные мероприятия-концерты, театральные любительские спектакли. Был выбран сенатором сейма Карпатской Украины. Отец Игоря Лацанича умер в 40 лет от неудачной операции на венах и семья осталась без главы. Семейные традиции, тяга к творческой самореализации очень рано отозвались в сердце Игоря Лацанича. В школьные годы он, имея прекрасный голос пел в хоре, выступал солистом в вокальном кружке Дома культуры. После окончания школы талантливому юноше даже поручили руководить этим самым хором.
В 1952 году Игорь Лацанич уезжает для дальнейшего обучения в Ужгород. Там поступает сразу в два учебные заведения, да ещё и на три специальности: в университет на исторический факультет, в музыкальное училище — на хормейстерский и вокальный. Курс обучения в музыкальном училище прошёл экстерном, всего за 2 год, а его педагогом на хормейстерском отделении был Семён Романович Куркин. Тяжёлые послевоенные годы заставили двадцатилетнего юношу искать денег на проживание. Он преподает историю в Ужгородской средней школе № 22, а параллельно руководит самодеятельным хором облисполкома и облпрофсоюза. В 1956 г. Игорь Лацанич поступает на дирижёрско-хоровой факультет Львовской государственной консерватории им. Н. Лысенко. Он учился на хоровом отделении у Владимира Владиславовича Василевича (1911—1962). До войны этот педагог был воспитанником духовной семинарии, после прихода советской власти начал работать в капелле «Трембита», сначала как певец, а потом как хормейстер. От Владимира Василевича Игорь Лацанич перенял не только фундаментальную классическую школу Николая Колессы, но и те особые духовные наставления, которые не могли не остаться у педагога во время обучения в семинарии. Как дирижёр-симфонист Игорь Лацанич обучался также у Исаака Пайна. Кроме чисто академического обучения молодой музыкант прошёл и другие профессиональные университеты. Ещё будучи студентом первого курса консерватории, Игорь Лацанич начал петь в дополнительном хоре Львовского театра оперы и балета имени Ивана Франко. С этого времени, в течение сорока лет, судьба Игоря Лацанича постоянно переплеталась с судьбой Львовского оперного театра. В 1961 году Игорь Лацанич дирижировал дипломным спектаклем — оперой Дж. Верди «Аида» — который был оценен экзаменационной комиссией высшим баллом. Закончив консерваторию, Игорь Лацанич работает в Львовском театре оперы и балета, где в течение последующих годов он ставит разноплановые спектакли : «Демон» А. Рубинштейна, «Любовный напиток» Г. Доницетти, «Фра-дьяволо» Ф. Обера, «Сказки Гофмана» Ж. Оффенбаха, «Борис Годунов» М. Мусоргского, «Князь Игорь» А. Бородина и т. д. В 1968 г. Игоря Лацанича направляют на стажировку в Ленинградский театр оперы и балета им. С. Кирова (ныне Мариинский театр), где он пробудет последующие три года. Эта практика чрезвычайно обогатила молодого музыканта в профессиональном плане.
В 1971 году Игорь Лацанич приглашен на должность главного дирижёра Донецкого русского театра оперы и балета. Здесь впервые были оценены заслуги дирижёра на государственном уровне — почетным званием заслуженного артиста УССР. В 1975 году Игорь Лацанич возвращается в город своей юности в качестве главного дирижёра Львовского академического театра оперы и балета им. И.Франка. В течение работы главным дирижёром Львовской Оперы, Игорь Лацанич организовывает на сцене театра фестиваль, а со временем — и конкурс оперных певцов имени Соломии Крушельницкой, 20 ноября 1991 года. Последней премьерой дирижёра Игоря Лацанича в 2002 году стала балетно-оперный спектакль «Йоганн Штраус — король вальса», в которой один талантливый жизнелюб-романтик отдал дань уважения другому.
16 июля 2003 года Игоря Васильевича Лацанича не стало.

## Оперно-балетные постановки

### Львовский академический театр оперы и балета им. И. Франко
| Композитор         | Жанр                                              | Название                                  | Дата премьеры | Режиссёр               |
| ------------------ | ------------------------------------------------- | ----------------------------------------- | ------------- | ---------------------- |
| Н.Лысенко          | Опера                                             | «Майская ночь»                            | 22.03.1962    | П.Крупник              |
| К.Милльокер        | Оперетта                                          | «Бедный студент»                          | 30.12.1962    | М.Кабачек              |
| И.Польский         | опера-балет                                       | «Терем-теремок»                           | 22.091963     | В.Титов                |
| Д. Ф. Обер         | опера                                             | «Фра-Дьяволо»                             | 12.03.1964    | В.Титов                |
| А.Рубинштейн       | опера                                             | «Демон»                                   | 19.12.1964    | М.Кабачек              |
| Г.Доницетти        | опера                                             | «Любовный напиток»                        | 11.06.1965    | С.Смиян                |
| Ж.Оффенбах         | опера                                             | «Сказки Гофмана»                          | 27.02.1966    | В.Божко                |
| Ю.Русинов          | балет                                             | «Дюймовочка»                              | 31.12.1966    | М.Трегубов             |
| Ф.Легар            | оперетта                                          | «Веселая вдова»                           | 11.05.1968    | Г.Орлова               |
| А.Рубинштейн       | опера                                             | «Демон», новая редакция                   | 25.05.1975    | И.Черничко             |
| Дж. Верди          | опера                                             | «Травиата»                                | 27.06.1975    | И.Морозова             |
| А.Понкьелли        | опера                                             | «Джоконда»                                | 28.11.1975    | Е.Кушаков              |
| Ю.Мейтус           | опера                                             | «Рихард Зорге» (первое прочтение)         | 14.02.1976    | П.Рябкин               |
| Р.Вагнер           | опера                                             | «Тангейзер»                               | 20.03.1977    | Е.Кушаков              |
| М.Карминский       | опера                                             | «Десять дней, которые потрясли мир»       | 27.10.1977    | И.Лацанич              |
| -----------        | концерт-спектакль                                 | «Солнце над Карпатами»                    | 17.09.1979    | А.Лимарев              |
| М.Римский-Корсаков | опера                                             | «Моцарт и Сальери»                        | 25.02.1980    | А.Лимарев              |
| На муз. А.Вивальди | балет                                             | «Времена года»(первое прочтение)          | 25.02.1980    | А.Лимарев              |
| В.Губаренко        | опера                                             | «Незабываемое»(первое прочтение)          | 29.04.1980    | А.Лимарев              |
| В.Губаренко        | балет                                             | «Огненный путь»                           | 29.04.1980    | Г.Исупов               |
| Г.Шантир           | опера                                             | «Героическая молодость»(первое прочтение) | 12.02.1981    | А.Лимарев              |
| Р.Габичвадзе       | балет                                             | «Медея»                                   | 22.12.1982    | М.Дречин               |
| П.Масканьи         | опера                                             | «Сельская честь»                          | 26.04.1983    | В.Дубровский           |
| Р.Леонкавалло      | опера                                             | «Паяцы»                                   | 26.04.1983    | Л.Марина               |
| С.Прокофьев        | опера                                             | «Война и мир»                             | 25.05.1985    | А.Лимарев              |
| В.Загорцев         | опера                                             | «Мать»(«Долорес»)(первое прочтение)       | 29.06.1985    | А.Лимарев              |
| М.Мусоргский       | опера                                             | «Хованщина»(новая редакция)               | 03.08.1985    | А.Лимарев,В.Дубровский |
| Б.Яновский         | опера                                             | «Олеская баллада»                         | 22.03.1986    | А.Лимарев              |
| С.Рахманинов       | опера                                             | «Алеко»(концертное исполнение)            | 17.05.1986    | Текст ячейки           |
| Р.Вагнер           | опера                                             | «Тангейзер»(новая редакция)               | 24.05.1986    | В.Дубровский           |
| А.Петров           | балет                                             | «Сотворение мира»(новая редакция)         | 12.07.1986    | Г.Исупов               |
| Дж. Россини        | опера                                             | «Севильский цирюльник»                    | 09.08.1986.   | А.Лимарев              |
| П.Чайковский       | балет                                             | «Щелкунчик»                               | 27.12.1986    | Г.Исупов               |
| А.Бородин          | опера                                             | «Князь Игорь»                             | 17.04.1987    | А.Лимарев              |
| М.Карминский       | сцены из оперной дилогии                          | «Дни революции»(первое прочтение)         | 23.10.1987    | И.Лацанич              |
| А.Хачатурян        | балет                                             | «Спартак»                                 | 24.12.1987    | С.Дречин               |
| Дж. Верди          | опера                                             | «Риголетто»                               | 14.04.1988    | А.Лимарев              |
| Дж. Пуччини        | опера                                             | «Флория Тоска»                            | 15.10.1988    | В.Дубровский           |
| Дж. Верди          |                                                   | Реквием                                   | 24.11.1988    |                        |
| С.Прокофьев        | балет                                             | «Ромео и Джульетта»                       | 27.12.1988    | Г.Исупов               |
| Ю.Мейтус           | опера                                             | «Украденное счастье»                      | 26.05.1989    | Ф.Стригун              |
| Дж. Пуччини        | опера                                             | «Мадам Баттерфляй»                        | 27.11.1989    | А.Лимарев              |
| Б.Яновский         | опера-сказка                                      | «Царевна-лягушка»(первое прочтение)       | 28.12.1989    | В.Дубровский           |
| Дж. Верди          | опера                                             | «Отелло»                                  | 27.07.1990    | А.Лимарев              |
| Н.Лысенко          | опера                                             | «Рождественская ночь»                     | 27.12.1990    | П.Колисник             |
| Ж.Бизе             | опера                                             | «Кармен»                                  | 28.12.1991    | А.Лимарев              |
| В. А. Моцарт       | месса                                             | «Реквием»                                 | 14.03.1992    |                        |
| Дж. Верди          | опера                                             | «Трубадур»                                | 02.07.1992    | А.Лимарев              |
| Н.Лысенко          | опера                                             | «Тарас Бульба»                            | 23.01.1993    | В.Дубровский           |
| В.Губаренко        | опера-оратория                                    | «Вспомните, братья мои..»                 | 06.03.1994    | В.Дубровский           |
| Й.Штраус           | балетно-оперная сюита                             | «Й.Штраус-король вальса»                  | 27.12.2002    | С.Наенко,Л.Марина      |
| П.Чайковский       | хореог.композицияна муз.одноименной симф.фантазии | «Франческа да Римини»                     | 07.02.2002    | П.Малхасянц            |
| Ж.Бизе-Р.Щедрин    | балет                                             | «Кармен-сюита»                            | 07.02.2002    | С.Наенко               |
| Ш.Гуно             | большая балетная сцена из оперы «Фауст»           | «Вальпургиева ночь»                       | 07.02.2002    | П.Малхасянц            |

### Казанский театр оперы и балета имени Мусы Джалиля
| Композитор         | Жанр  | Название             | Год  |
| ------------------ | ----- | -------------------- | ---- |
| Л.Минкус           | балет | «Дон Кихот»          | 1994 |
| Дж. Верди          | опера | «Травиата»           | 1995 |
| Н.Римский-Корсаков | опера | «Царская невеста»    | 1996 |
| Дж. Верди          | месса | "Рэквием             | 1996 |
| Дж. Пуччини        | опера | «Богема»             | 1997 |
| Ж.Бизе-Р.Щедрин    | балет | «Кармен-сюита»       | 1998 |
| А.Прокофьев        | балет | «Ромео и Джульетта»  | 1999 |
| П.Чайковский       | балет | «Щелкунчик»          | 1999 |
| Ж.Бизе             | опера | «Кармен»             | 1999 |
| Дж. Верди          | опера | «Аида»               | 2000 |
| Дж. Верди          | опера | «Риголетто»          | 2001 |
| П.Чайковский       | балет | «Лебединое озеро»    | 2001 |
| Н.Любовский        | балет | «Сказание про Юсуфа» | 2001 |

### Донецкий государственный русский театр оперы и балета
| Композитор               | Жанр         | Название                                     | Год        |
| ------------------------ | ------------ | -------------------------------------------- | ---------- |
| М.Карминский             | опера        | «Десять дней, что потрясли мир»              | 1970       |
| Ю.Мейтус                 | опера        | «Ярослав Мудрый»                             | 1972       |
| А.Дворжак                | опера        | «Чорт и Кача»                                | 1973       |
| К.Орф                    | опера-сказка | «Умница»                                     | 17.02.1973 |
| В.Доценко,В.Стародубский | балет        | «Муза поэта»(к 175-летию рождения А.Пушкина) | 30.11.1974 |

## Педагогическая деятельность
- 1963 г. — преподаватель кафедры оперной подготовки Львовской государственной консерватории им. Н.Лысенко

Постановки: «Травиата» Дж. Верди, «Тихий Дон» И.Дзержинского, «Милана» Г.Майбороды
- 1975—1978 гг. — зав.кафедры оперной подготовки Львовской консерватории[1]
- 1978—1994 гг. — преподаватель кафедры оперной подготовки Львовской консерватории[1]
- 1992—2002 гг. — доцент кафедры оперной подготовки Казанского музыкально-педагогического института.[1]